# Momodu Mutairu
Momodu Mutairu (2 settembre 1976) è un ex calciatore nigeriano, di ruolo centrocampista.

## Palmarès

### Club

#### Competizioni nazionali
- Campionato nigeriano: 1

Julius Berger: 2000
- Coppa di Nigeria: 1

Dolhins: 2007